# Giovanni Liverati
Giovanni Liverati (Bolonya, 1772-1829) fou un compositor i cantant italià.
Fou deixeble del cèlebre Stanislao Mattei i als disset anys va compondre alguns salms, que foren cantats a l'església de Sant Francesc de la seva vila nadiua, al mateix temps que es donava a conèixer com a cantor en els oratoris i concerts.
El 1792 fou contractat com a primer tenor de l'òpera italiana de Barcelona, d'on passà a Madrid i després a Potsdam com a director de l'òpera. Després fou director d'orquestra a Praga, i el 1805 s'establí a Viena com a mestre de cant.

## Òperes
- Il divertimento in campagne: (1790)
- Il maestro di musica: (1804)
- David
- Enea in Cartagine
- La prova generale
- La Presa d'Egea
- Il tempio dell' eternità
- Il convito degli dei
- Il trionfo d'Ausonia
- Miltiade
- I selvaggi
- Il trionfo di Cesare
- Gastone e Bajardo
- Gli Amanti fanaticí
- Il trionfo d'Albione

A més se li deuen, a més. una missa a dues veus, una missa de rèquiem a quatre, un oratori i altres composicions de menys importància.